# Anne Killigrew
Anne Killigrew (Londres, 1660 – Ibid., 16 de junio de 1685) fue una poeta y pintora inglesa. Es quizás más conocida por ser la protagonista de una famosa elegía escrita por el poeta John Dryden titulada To The Pious Memory of the Accomplish'd Young Lady Mrs. Anne Killigrew (A la memoria piadosa de la joven y cumplida dama Anne Killigrew) (1686). Sin embargo, fue una hábil poeta por derecho propio, y sus poemas fueron publicados póstumamente en 1686. Dryden comparó sus habilidades poéticas con las de la famosa poeta griega de la antigüedad, Safo. Killigrew murió de viruela a los 25 años. 
Se conocen, entre otras, dos pinturas atribuidas a Killigrew. Estas son un autorretrato en el Castillo de Berkeley y un retrato de Jacobo II de Inglaterra en la Colección Real (en 2019 estuvo en exhibición en el Castillo de Hillsborough). Ambos son aproximadamente de tamaño medio pero de cuerpo entero.

## Biografía
Killigrew nació a principios de 1660, antes de la Restauración, en la calle St Martin's Lane en Londres. No se sabe mucho sobre su madre Judith Killigrew, pero su padre, el Dr. Henry Killigrew, publicó varios sermones y poemas, así como una obra de teatro llamada The Conspiracy. Sus dos tíos paternos también fueron dramaturgos con obra publicada. Sir William Killigrew (1606–1695) publicó dos colecciones de obras de teatro y Thomas Killigrew (1612–1683) no solo escribió obras de teatro sino que también construyó el teatro ahora conocido como Drury Lane. Su padre y sus tíos tenían lazos estrechos con la Corte de los Estuardo, al servicio de Carlos I, Carlos II y su Reina, Catalina de Braganza. Su padre había sido capellán de Carlos I, y después de la Restauración inglesa se le asignaron puestos como el de Maestro del Hospital Saboya. Killigrew fue nombrada asistente personal de María de Módena, duquesa de York, como su Dama de Honor.

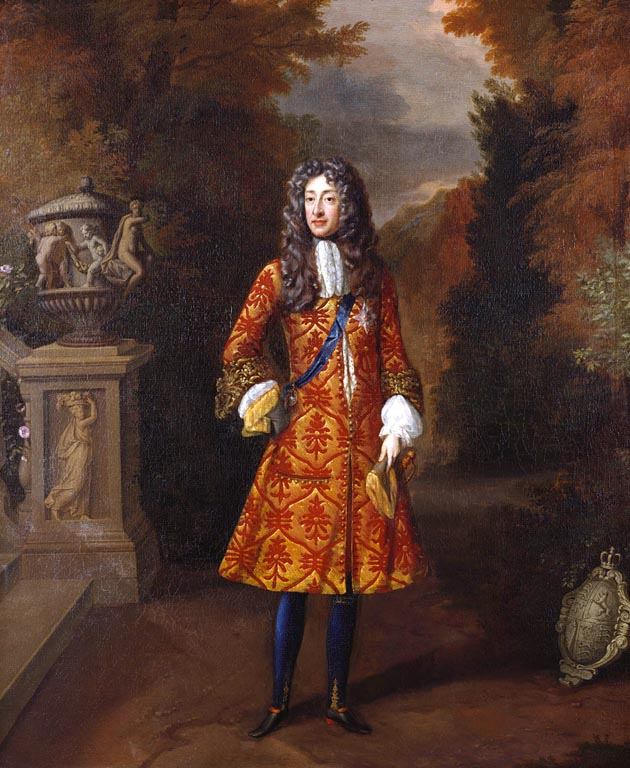
Retrato de Jacobo II de Ingrlaterra (1685) - Colección Real

Poco se conoce sobre la educación de Killigrew, pero era la apropiada para su clase social y los gustos literarios de la familia, y recibió instrucción tanto en poesía como en pintura, en la que destacó. Debido al trabajo de su padre (era clérigo y dramaturgo, y su tío era el conocido dramaturgo y titular de patente teatral Thomas Killigrew), se la animó a cultivar sus talentos creativos, algo inusual para las mujeres en el siglo XVII. Sus antecedentes teatrales se unieron al uso de voces cambiantes en su poesía. En la obra de John Dryden Ode To the Pious Memory of the accomplished young lady, Mrs. Anne Killigrew, éste señala que "arte no tenía ninguno, aún así, no quería ninguno, / Porque la Naturaleza le otorgó lo necesario para suplir esa necesidad". La educación de Killigrew probablemente consistió en el estudio de la Biblia, la mitología griega y la filosofía. La mitología se muestra a menudo en sus pinturas y poesías. 
La inspiración para la poesía de Killigrew provino de su conocimiento de los mitos griegos y los proverbios bíblicos, así como de algunas mujeres poetas muy influyentes que vivieron durante el período de la Restauración: Katherine Philips y Anne Finch (también al servicio de María de Módena al mismo tiempo que Killigrew). María de Módena alentó la tradición francesa de las precieuses (mujeres intelectuales patricias) que hicieron presión para promover la participación de las mujeres en el teatro, la literatura y la música. En efecto, Killigrew se expuso a una inspiración poética feminista a diario en la corte: estaba rodeada de mujeres fuertes e inteligentes que alentaron su carrera como escritora tanto como la suya. 
Con esta motivación llegó a escribir un breve libro de solo treinta y tres poemas publicado por su padre poco después de su muerte. No era anormal para los poetas, especialmente para las mujeres, no ver nunca su trabajo publicado en vida. Dado que Killigrew murió a la temprana edad de 25 años, solo pudo escribir una pequeña colección de poesía. De hecho, los últimos tres poemas únicamente se encontraron entre sus documentos y todavía se está debatiendo sobre si realmente fueron escritos por ella o no. Dentro del libro también hay un retrato de Killigrew y la Oda cuyo autor es el amigo y poeta de la familia John Dryden.

## La poeta y la pintora

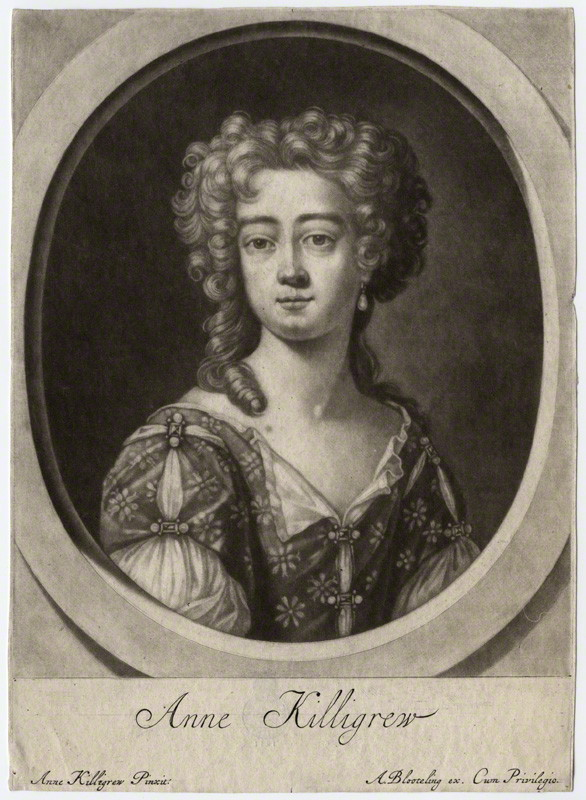
Grabado a media tinta de Anne Killigrew, basado en un autorretrato que ella había pintado.

Killigrew destacó en múltiples medios y de ello se hizo eco el poeta contemporáneo, mentor y amigo de la familia, John Dryden, en su oda dedicada a Killigrew. Se dirige a ella como "la joven y cumplida dama, la señora Anne Killigrew, excelente en las dos artes hermanas de la poesía y la pintura". Los estudiosos creen que Kelligrew pintó un total de 15 cuadros; sin embargo, solo se han localizado cuatro en la actualidad. 
Muchas de sus pinturas muestran imágenes bíblicas y mitológicas. Sin embargo, Killigrew también era hábil pintando retratos, y sus obras incluyen un autorretrato y un retrato de Jacobo, duque de York. Parte de su poesía hace referencia a sus propias pinturas, como su poema On a Picture Painted by her self, representing two Nimphs of Diana's, one in a posture to Hunt, the other Batheing (Sobre una imagen pintada por ella misma, que representa dos ninfas de Diana, una en postura de caza, la otra bañándose). Los otros dos cuadros que menciona en sus poemas son St John in the Wilderness (San Juan en el desierto) y Herodias with the head of St John (Herodías con la cabeza de San Juan).
En la subasta del Almirante Killigrewde 1727 había seis cuadros suyos: Venus and Adonis, A Satyr playing on a Pipe (Un sátiro tocando una gaita), Judith and Holofernes, A Woman's Head (Una cabeza de mujer), The Graces dressing Venus (Las Gracias vistiendo a Venus) y su propio autorretrato.
Tanto sus poemas como sus pinturas ponen énfasis en las mujeres y la naturaleza, sugiriendo una rebelión femenina en una sociedad dominada por los hombres. Los críticos contemporáneos hicieron notar su habilidad excepcional en ambos medios, como John Dryden en su dedicatoria. 

## John Dryden y la recepción crítica
Killigrew es más conocida por ser el tema de la famosa y exaltada oda de John Dryden, que alaba a Killigrew por su belleza, virtud y talento literario. Sin embargo, Dryden fue solo uno de los varios admiradores contemporáneos de Killigrew, y la colección póstuma de su obra publicada en 1686 incluía varios poemas adicionales que elogiaban su mérito literario, su devoción irreprochable y su encanto personal. 
No obstante, los críticos a menudo no están de acuerdo sobre la naturaleza de la oda de Dryden: algunos creen que su elogio es demasiado excesivo e incluso irónico. Estas personas condenan a Killigrew por usar lugares comunes y temas convencionales, como la muerte, el amor y la condición humana, en sus poesías y diálogos pastorales. De hecho, Alexander Pope, un destacado crítico, así como el principal poeta de la época, calificó su trabajo de "crudo" y "poco sofisticado". Como joven poeta que solo había distribuido su trabajo a través de un manuscrito antes de su muerte, es posible que Killigrew no estuviera lista para ver su trabajo publicado tan pronto. 
Algunos dicen que Dryden defendió a todos los poetas porque creía que eran maestros de verdades morales; y por eso consideró que Killigrew, como poeta inexperta pero dedicada, merecía sus elogios. Sin embargo, Anthony Wood en su ensayo de 1721 defiende los elogios de Dryden, confirmando que Killigrew "era igual, si no superior" a cualquiera de los cumplidos que le prodigaban. Además, Wood afirma que Killigrew debió haber sido bien recibida en su tiempo, de lo contrario "su padre nunca habría permitido que fueran publicados" después de su muerte.

## Controversia sobre la autoría de sus poemas
Asimismo, está la cuestión de los últimos tres poemas que se encontraron entre sus papeles. Parecen estar escritos con su letra, por eso el padre de Killigrew los agregó al libro. Los poemas tratan sobre la desesperación que el autor siente por otra mujer, y posiblemente podrían ser autobiográficos, si de hecho son de Killigrew. Algunos de sus otros poemas son sobre amistades fallidas, posiblemente con Anne Finch, por lo que esta suposición puede tener cierta validez. 

## Una muerte temprana
Killigrew murió de viruela el 16 de junio de 1685, cuando tenía solo 25 años. Está enterrada en la Capilla del Saboy (dedicada a Juan el Bautista) donde se construyó un monumento en su honor, pero que fue destruido por un incendio en 1864.

## Obra
| 1. Alexandreis 2. To the Queen 3. A Pastoral Dialogue 4. On Death 5. Upon Being Contented With A Little 6. On Billinda 7. On an Atheist 8. On Galla 9. A Farewell to Worldly Joys 10. The Complaint of a Lover 11. Love, the Soul of Poetry 12. To my Lady Berkeley 13. St. John the Baptist 14. Herodias 15. Nimphs of Diana's 16. An Invective against Gold 17. The Miseries of Man | 1. Verses 2. Queen Katherine 3. My Lord Colrane 4. The Discontent 5. A Pastoral Dialogue 6. A Pastoral Dialogue 7. On my Aunt Mrs. A. K. 8. On a Young Lady 9. On the Duchess of Grafton 10. Penelope to Ulysses 11. An Epitaph on Herself 12. An Ode 13. Young Gallant 14. Cloris Charmes 15. Upon a Little Lady 16. Motions of Eudora |